# Catostylus tagi
Catostylus tagi (Haeckel, 1869) è una medusa appartenente alla famiglia Catostylidae; è anche chiamata medusa catostilo.

## Distribuzione
Proviene dall'oceano Atlantico, ma è stata avvistata anche nel mar Mediterraneo, nel quale è entrata tramite lo stretto di Gibilterra.
La sua presenza in acqua va dalla superficie ai 20 m di profondità.

## Descrizione
Può raggiungere i 65 cm. La colorazione è variabile, dal bianco rosato al blu grigiastro.
I tentacoli sono dotati di cnidocisti, cioè cellule urticanti, ma in misura minore anche tutto il resto del corpo ne è provvisto.